# Протасов Леонід Демидович
Леонід Демидович Прота́сов (нар. 1 березня 1922, Кизил — пом. ?) — російський живописець і графік, майстер декоративно-ужиткового мистецтва; член Спілки художників СРСР. Заслужений художник Тувинської АРСР з 1974 року.

## Біографія
Народився 1 березня 1922 року в  місті Кизилі (тепер Республіка Тува, Російська Федерація). Брав участь у німецько-радянській війні. Воював на 4-му Українському фронті. Нагороджений медаллю «За бойові заслуги»  (22 листопада 1943), орденом Вітчизняної війни ІІ ступеня (6 квітня 1985).
1953 року закінчив Свердловське художнє училище. З 1976 року жив в Українській РСР.

## Творчість
живопис
- «Бай-Тайга» (1965);
- «Єнісей» (1967);
- «Осінь» (1968);
- «Дорога в Саянах» (1972);
- «Кунюк» (1975);
- «Улуг-Хем» (1976);

графіка
- «Полудень» (1973);
- «Березень» (1973);
- «Відлига» (1973);

скульптура малих форм
- «Вершник» (1972);
- «Танець шамана» (1972);
- «Богатир»;

композиції
- «Щасливе дитнство» (1979);
- «Князь Святослав з дружинниками» (1982);
- «Партизани» (1985).